# Douglas Maradona Campos Dangui
Douglas Maradona Campos Dangui (nacido el 28 de junio de 1990) es un futbolista brasileño que se desempeña como delantero.
Jugó para clubes como el União Barbarense, Ehime FC, Gamba Osaka, Gainare Tottori y Portimonense.

## Trayectoria

### Clubes
| Club             | País     | Año         |
| ---------------- | -------- | ----------- |
| União Barbarense | Brasil   | 2009        |
| Ehime FC         | Japón    | 2009        |
| Gamba Osaka      | Japón    | 2010        |
| Gainare Tottori  | Japón    | 2011        |
| Portimonense     | Portugal | 2011 - 2013 |